# NGC 511
NGC 511 (còn được gọi là PGC 5103 hoặc UGC 936), là một thiên hà hình elip cách Hệ Mặt Trời khoảng 499 triệu năm ánh sáng trong chòm sao Song Ngư. Nó được phát hiện bởi nhà thiên văn học người Pháp Édouard Stephan vào ngày 26 tháng 10 năm 1876.

## Lịch sử quan sát
Stephan đã phát hiện ra thiên thể này bằng kính thiên văn phản xạ 31 inch tại Đài quan sát Marseille. Ông mô tả thiên thể mình phát hiện được như một thiên hà khuếch tán, với hai ngôi sao mờ ở phía tây. Mô tả và vị trí được đưa ra trong ghi chú của ông phù hợp với UGC 936 và PGC 5103, vì vậy kết luận các thiên thể này là một được công nhận rộng rãi. John Louis Emil Dreyer, người tạo ra Danh mục chung mới, đã mô tả thiên hà này là "ngôi sao cực kỳ mờ nhạt, rất nhỏ, nhỏ (mờ) có liên quan, gắn liền với ngôi sao nhỏ", với hai ngôi sao là vật thể ở phía tây của NGC 511.

## Mô tả
Thiên hà này chứa nhiều vòng đồng tâm, có kích thước biểu kiến là 1,1 × 1,1 arcmins và vận tốc hồi quy xấp xỉ 10954 km/s.  Bằng cách sử dụng định luật Hubble, có thể ước tính khoảng cách từ NGC 511 đến Mặt trời là gần 500 triệu năm ánh sáng.